# 面河ダム公園
面河ダム公園（おもごダムこうえん）は、愛媛県の面河ダムによってできた人造湖の面河湖湖畔に整備された公園である。面河ダムの堤の傍にある公園ではない。

## 施設

### 四季彩橋

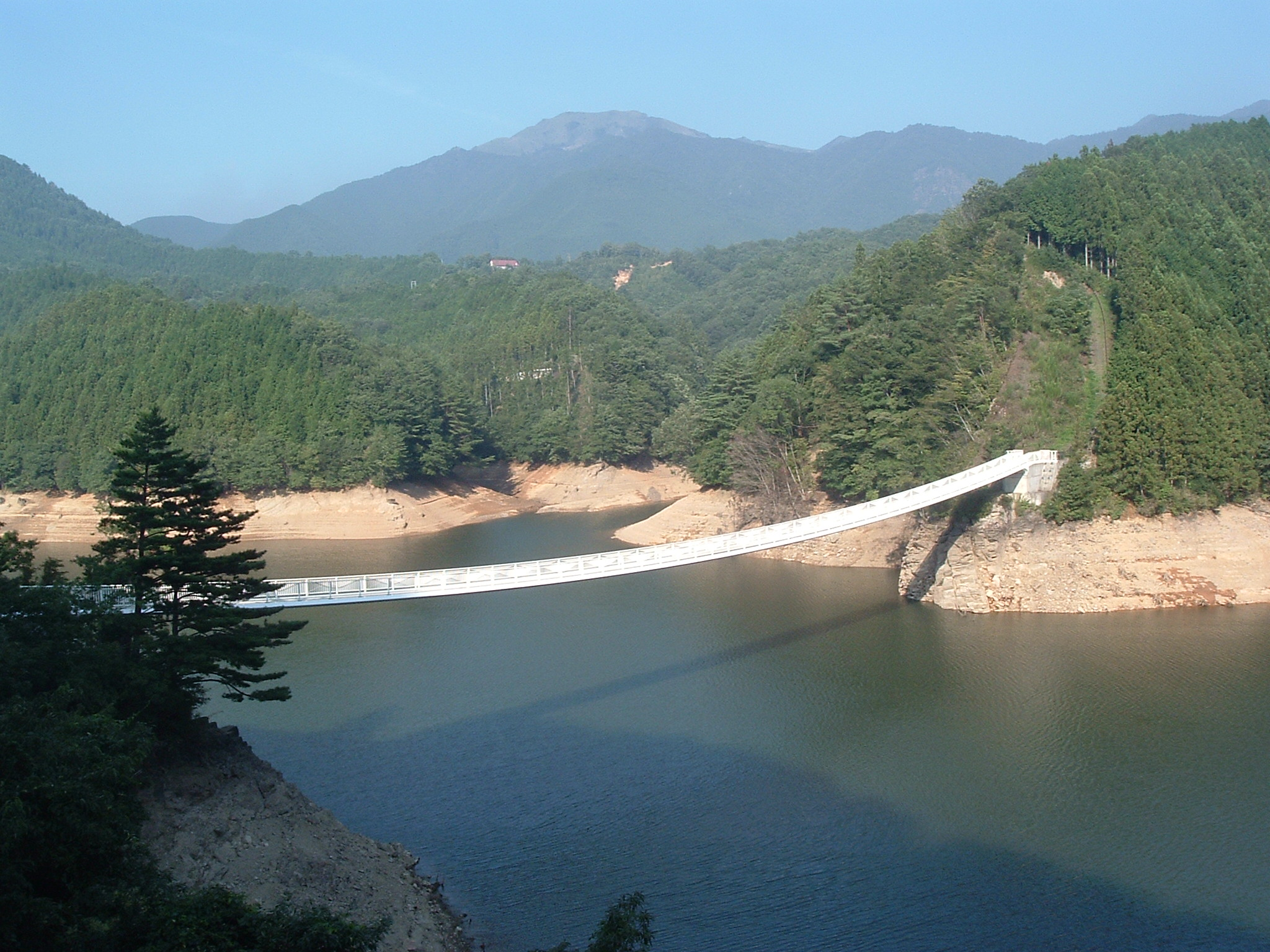
面河湖に架けられた四季彩橋。一般的な吊り橋に見られる主塔がない。

面河ダム建設に伴ってできたダム湖である面河湖には四季彩橋という吊り橋が架けられている。この橋は景観に配慮したために塔を建てずに作られた。いわゆる吊床板式（つりしょうばんしき）と呼ばれる形式の吊り橋である。

### その他の施設
面河ダム公園は面河湖の北岸部に作られた公園である。面河ダムの堤からは離れている。国道494号線、並びに、愛媛県道153号線沿いにあって、公園内にある約100台の自動車が駐車可能な駐車場は無料で利用できる。園内には他に、多目的広場、庭園、総延長約800mの遊歩道、幾つかの遊具、トイレといったものが整備されている。さらにキャンプ場もあって川遊びなども可能である。

## 植生
面河ダム公園ではサクラやイチョウやモミジなどの様々な広葉樹が見られる。サクラやイチョウやモミジなどは毎年秋に紅葉する。

## 公式サイト
- 観光スポット21選 13)面河ダム公園（久万高原町）